# HMS Centurion (1774)
HMS Centurion (1774) — 50-пушечный корабль 4 ранга Королевского флота. Четвёртый корабль, названный в честь римских центурионов.
Участвовал в Американской войне за независимость во Французских революционных и Наполеоновские войны. В периоды мира был попеременно флагманом на Вест-Индской станции, госпитальным судном и плавучей казармой.

## Постройка
Заказан 25 декабря 1770 года. Заложен в мае 1771 на верфи Barnard & Turner, Харвич. Спущен на воду 22 мая 1774 года. Достроен к 9 сентября 1775 года. Общая стоимость £20 537.17.9d, включая рангоут и такелаж, и ещё £4205.16.10d потрачено на подготовку к службе в море. Вошел в строй в июле 1775, первый командир — капитан Ричард Брейтуэйт (англ. Richard Brathwaite).

## Американская война за независимость
Во время войны с американскими колонистами Centurion участвовал в ряде боев и поддерживал британские войска в Карибском бассейне и у североамериканского побережья. Под командой Брейтуэйта, Centurion в конце 1775 года отправился в Северную Америку, и присутствовал при оккупации Род-Айленда в декабре следующего года. Был в составе флота Ричарда Хау в столкновении с д’Эстеном 11 августа 1778 года, после чего ненадолго стал флагманом Хау, с 14 по 15 августа. К ноябрю был в Вест-Индии с эскадрой Уильяма Хотэма, 14−15 декабря поддерживал высадку на острове Сент-Люсия. В 1779 году Centurion оставался на Подветренных островах, где участвовал в бою при Мартинике 17 апреля 1780 года (шел концевым для прикрытия), а затем в нерешительных столкновениях 15 и 19 мая. Centurion вернулся в Англию и был рассчитан в сентябре 1780 года.
После периода ремонта и переоборудования в Портсмуте, в июле 1781 года вернулся в Северную Америку под командованием капитана Самуэля Клейтона (англ. Samuel Clayton). 22 января 1783 года у Чесапика он и HMS Hussar вынудили к бою и захватили 36-пушечный французский фрегат Sibylle. С окончанием американской войны Centurion вернулся домой, где в октябре 1783 команда была рассчитана, а корабль поставлен в отстой в Ширнесс.

## Межвоенный период
Провел период мира либо в качестве флагмана в Карибском море, либо в консервации или ремонте в британских верфях. Вернулся в активную службу как раз к началу в войн с Францией, в частности, в Ост-Индии.
После года, проведенного на приколе, в декабре 1784 года Centurion встал в большой ремонт в Вулвиче, который завершил в декабре 1787 года. Вернулся к активной службе в феврале 1789 года, в качестве флагмана контр-адмирала Филиппа Аффлека, капитан Уильям Отуэй (англ. William Otway). В мае 1789 Отуэй повел корабль на Ямайку; вернулся в Англию в августе 1792 года, где прошел ещё один ремонт и переоборудование, на этот раз в Чатеме. В ходе работ, в ноябре 1792 года, снова вошел в строй, капитан Сэмюэль Осборн (англ. Samuel Osborn). Работы на верфи завершились к январю 1793 года, корабль вышел на Подветренную станцию в феврале.

## Французской революции и наполеоновских войн
Проведя некоторое время на Подветренных островах, в ноябре 1793 Centurion перешел в Ост-Индию и присутствовал в бою 5 мая 1794 года, против фрегата Duguay Trouin и брига Vulcain. 22 октября следующего года у Маврикия, он и HMS Diomede вступили в бой с французскими фрегатами Prudente и Cybèle (оба 44), плюс 20-пушечный Jean Bart и 14-пушечный Courrier. Из-за свежей погоды Centurion и Diomede не могли открыть порты гон-дека, и ввести в бой нижние батареи. В итоге они получили такие повреждения, что были вынуждены уйти, то есть французы сняли блокаду острова. Затем Centurion принял участие в захвате Цейлона в июле-августе 1795 года, и островов Амбойна и Банда в феврале 1796 года.
Капитан Джон Спрат Реньер (англ. John Sprat Rainier) принял командование в апреле 1797 года, первоначально в Ост-Индии, но в 1799 и 1800 годах перешел в Красное море. Англичане получили информацию, что французы завезли элементы набора в Суэц, чтобы построить несколько кораблей на Красном море. Centurion вышел в Моха, где встретился с HMS Albatross и с ним пошел к Суэцу. Это, вероятно, были первые британские военные корабли, вошедшие в Красное море. В 1799 Уильям Хью Добби (англ. William Hugh Dobbie), первый лейтенант Centurion, обследовал рейды Джидда и Кроссар (Коссир), гавани островов Джаффатин, и несколько других стоянок. Его усилия позже оказались полезны британской экспедиции под руководством сэра Дэвида Берда (англ. David Baird) и контр-адмирала Бланкета (англ. Blanket).
Centurion вернулся в Батавию в августе 1800 года. В 1804 году в командование вступил временный капитан Джеймс Линд (англ. James Lind) 23 августа 1800 года, на Батавском рейде Centurion, вместе с HMS Sibylle, HMS Daedalus и Braave захватили или уничтожили несколько голландских купцов. Один из них, голландский бриг, был взят в Королевский флот, как HMS Admiral Rainier.

### Вишкапатам
Самый известный его бой произошел в 1804 году при Вишкапатаме, где он сражался против французской эскадры контр-адмирала Линуа, состоявшей из 74-пушечного корабля и двух фрегатов. Несмотря на серьёзные повреждения, он продолжал бой, и выдержал нападение значительно превосходящих сил.
К сентябрю 1804 года адмирал Питер Реньер, командующий станцией, куда был приписан Centurion, был озабочен присутствием французской эскадры контр-адмирала Линуа, которая совершала набеги на британское судоходство. Поэтому он заменил небольшой фрегат HMS Wilhelmina на Centurion для сопровождения небольшого конвоя из одного ост-индского корабля Princess Charlotte и одного «купца» Barnaby. Ранним утром 15 сентября 1804 года, когда конвой стоял на якоре в Вишкапатаме, к гавани подошла эскадра Линуа. Капитан Centurion, Джеймс Линд, был на берегу, оставив за себя лейтенанта Джеймса Филлипса (англ. James Robert Phillips). Филлипс увидел приближающиеся корабли и, заподозрив в них французов, открыл огонь. Линуа продолжал сближение, в результате чего «купец» выбросился на берег, где разбился, в то время как Линд спешил вернуться на свой корабль.
Три основных французских корабля, 74-пушечный Marengo и фрегаты Sémillante (36) и Atalante (44), продолжали сближение под огнём Centurion и береговых батарей, защищавших гавань. Когда французский фрегат приблизился на 200 ярдов, Филлипс открыл огонь по Atalante в то время как Sémillante пыталась зайти с другого борта и окружить британцев. Осторожный Линуа не хотел рисковать Маренго там, где могут быть неизвестные мели, и поэтому вел стрельбу с большой дистанции. Филлипс наоборот, умело пользовался малой осадкой своего корабля. Все имеющиеся изображения боя, в том числе очевидца, рисуют ближний бой борт к борту, что, судя по результатам и рапортам, не соответствует истине. После нескольких часов боя Centurion понес серьёзный ущерб. Он получил много пробоин, такелаж был порван и якорный канат перебит, отчего он, неуправляемый, медленно дрейфовал от берега. Но в ближнем бою 74-пушечный корабль его бы просто уничтожил. Французы воспользовались возможностью, чтобы захватить оставшегося ост-индца и увести из гавани. Centurion потерял одного человека убитым и девять ранеными. Потери французов были несколько тяжелее, Marengo потерял двух человек убитыми и офицера раненым, Atalante трое убитыми и пятеро ранеными. Sémillante, не принимавшая активного участия в бою, не понесла потерь. Повреждения французских кораблей были значительны, и Линуа был вынужден на время отказаться от дальнейших операций.
Обе стороны заявили победу, французы ссылаясь на захват ост-индского корабля, а британцы потому, что Centurion выжил при подавляющем численном превосходстве французов.

## Вывод из активной службы
Centurion не задержался надолго в Ост-Индии. В ноябре он был отправлен домой, как нуждающийся в капитальном ремонте, из-за, по крайней мере частично, ущерба от термитов. В письме командира Ост-индской станции, посланном с ним обратно, говорится, что он отправляет корабль домой, так как тот 
…потребует дорогостоящего ремонта, если задержится дольше в этих водах, а в его нынешнем состоянии может быть использован Военно-морским комитетом под какую-нибудь второстепенную роль, ибо я не знаю другого эффективного средства избавиться от термитов на борту, которые время от времени делают серьёзный урон наверху.
Centurion был должным образом переделан в Чатеме для службы в качестве госпитального судна, и в 1808 году ушел в Галифакс под командованием лейтенанта Эдварда Уэбба (англ. Edward Webb). Он побыл плавучей казармой и транспортом снабжения под командой капитана Джорджа Монка (англ. George Monke), после чего в 1809 году вернулся к роли госпитального судна. Снова использовался в качестве плавучей казармы под командованием капитана Уильяма Скипси (англ. William Skipsey) в июне 1813 года, в то же время служил в качестве флагманского корабля контр-адмирала Гриффита (англ. Edward Griffith Colpoys). В июне 1814 года командование принял капитан Джастис Финли (англ. Justice Finley), а с октября 1814 года капитан Дэвид Скотт (англ. David Scott).

## Конец карьеры
Centurion был, наконец, разоружен и превращен в блокшив в 1817 году, в каковом состоянии провел следующие семь лет. Он затонул у причала в Галифаксе 21 февраля 1824 года; поднят и разобран в 1825 году.